# Lusitanosaure
El lusitanosaure (Lusitanosaurus, "llangardaix portugués") és un gènere de dinosaure tireòfor del Juràssic inferior. Les seves restes fòssils es van descobrir a Portugal. El gènere fou descrit per Lapparent i Zbyszewski l'any 1957 i només es coneix per un morro parcial amb dents.
La localització exacte de la troballa és desconeguda, fet que dificulta la correcta datació, però és probable que pertanyi a São Pedro de Moel, fent-lo del Sinemurià (Juràssic inferior). L'espècie tipus és L. liasicus.